# Academia Brasileira de Belas Artes
A Academia Brasileira de Belas Artes (Órgão Consultivo do Governo Federal por força da Lei 1.101 de 12 de maio de 1950, e de entidade de utilidade pública, pela Lei 837 do Município do Estado do Rio de Janeiro). A instituição é voltada para o desenvolvimento, a promoção e o intercâmbio ligados às áreas afins das Belas Artes, utilizando-se programas e projetos realizados no Brasil e no exterior, com interesse voltado para o patrimônio nacional, contemplando as áreas de educação, sociais e do meio ambiente, integradas à arte e cultura, em geral.

## História

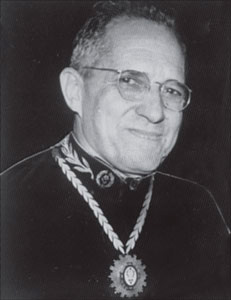
Acadêmico Fundador José Venturelli Sobrinho

A Academia Brasileira de Belas Artes foi fundada na cidade do Rio de Janeiro, na noite de 20 de abril de 1948 , sob a liderança do artista, poeta, e intelectual José Venturelli Sobrinho. Compareceram à sessão de fundação, no tradicional Hotel Palace Avenida da Avenida Rio Branco, Alfredo Galvão, Leão Velloso, Quirino Campofiorito, Raul Deveza, Cadmo Fausto de Souza, Oswaldo Teixeira, Arquimedes Memoria, Manoel Santiago e tantos outros não menos célebres. Hoje, como excelsos patronos de seus assentos, somam-se Rodolfo Bernardelli, Cândido Portinari, Di Cavalcanti, Jean Baptiste Debret, Rodolfo Amoêdo, Oswaldo Teixeira, João Baptista Castagneto, Manoel Santiago, Alberto da Veiga Guignard, José Pancetti, Aurélio D’Alincourt, Mestre Valentim e toda uma grei de homens que tiveram o privilégio de usar como ferramentas de trabalho o pincel, a tinta, o cinzel, o martelo e a pauta.

## Características
Constitui objeto da Academia fomentar, certificar e estimular o desenvolvimento e a produção artística e cultural por meio das artes plásticas e visuais, promovendo o congraçamento da classe e o benefício da cidadania através da educação, da proteção do meio ambiente, da preservação histórica e do patrimônio nacional, sempre em conformidade com as políticas e legislação vigentes.
A Academia é composta por 100 membros efetivos e perpétuos, conhecidos como "imortais", escolhidos entre os cidadãos brasileiros com reconhecidos valores e talentos nas áreas de pintura, escultura, arquitetura, fotografia, gravura, cinema e artes digitais – computação gráfica 2D, 3D
À semelhança da Academia francesa, o cargo de "imortal" é vitalício, o que é expresso pelo lema "Ad immortalitem", e a sucessão dá-se apenas pela morte do ocupante da cadeira.
Os eleitos tomam posse em sessão solene. A admissão dos Acadêmicos se fará através da postulação direta dos interessados em preencher cadeiras vagas. Para tanto, serão exigidos documentos comprobatórios de sua atividade artística e profissional, documento de nada consta nas esferas cível e criminal e a doação obrigatória de uma de suas obras com expertise do autor. O julgamento, por voto unitário, estará inicialmente a cargo da Comissão de Avaliação composta por 7 (sete) membros, todos Acadêmicos da Diretoria da ABBA, cujas decisões são irrecorríveis podendo o postulante se candidatar quantas oportunidades julgar-lhe conveniente.
Estará (ão) eleito (s) o (s) postulante (s) com maior número comparativo de votos. O julgamento levará em conta, além da qualidade artística, títulos e premiações, o grau de idoneidade moral do postulante, e os serviços prestados à arte e a cultura Brasileira, não sendo obrigatório o preenchimento da (s) vaga (s) disponível (eis) em quaisquer das instâncias de avaliação.

## Funções
1. Levar ao reconhecimento público e à imortalidade memorativa os mais altos valores no âmbito das artes plásticas e visuais, ou seja, aqueles dotados de excepcional talento artístico e autores de obras de notório reconhecimento profissional.
2. Prestar atendimento e assessoramento na área social, como direitos estabelecidos no artigo 2 da lei 8742/93[7], contribuindo para a formação cultural e artística por meio de projetos e atividades afins, em espaços próprios ou de terceiros, com o espírito acadêmico voltado para a universalidade cultural e o sentimento de brasilidade artística e cívica, em conformidade com os princípios da cidadania.
3. Zelar pela preservação e reconhecimento das obras artísticas, históricas, arquitetônicas, bens móveis e imóveis, clássicos, modernos e contemporâneos, de interesse da nação, do patrimônio nacional e do valor público.
4. Cooperar, manter intercâmbio, constituir e participar de entidades congêneres, públicas e privadas, órgãos afins, comissões e outras formas de associações, nacionais e internacionais, com finalidades correlatas ao seu campo de atuação.
5. Promover a construção de ambientes e espaços culturais; propor e instruir, para fins de tombamento, bens artísticos móveis e imóveis; criar centros culturais através de programas de doações de acervos e da aquisição de obras, organizar eventos, cursos, seminários, palestras, arquivos, bibliotecas especializadas, banco de dados ou outros sistemas de informação especializados nas áreas relacionadas ao seu campo de atuação.
6. Representação e defesa dos direitos dos seus associados, auxiliando na defesa dos direitos autorais, na formação e preservação de acervos, certificação de obras, cursos e oficinas. Amparar artistas através do desenvolvimento de programas específicos, propiciar oportunidades de aprimoramento e de qualificação curricular profissional, incentivando a auto sustentabilidade, desenvolvendo estudos e sugestões para aprimoramento da legislação de incentivo às atividades afins.
7. Celebrar contratos, convênios, termos de cooperação, parcerias, alianças, acordos e quaisquer outras formas de obrigar ou manifestar vontade, com pessoas físicas ou jurídicas, públicas ou privadas, sociedades de economia mista, entidades paraestatais, consórcios, associações, sociedades e demais entidades civis e comerciais, nacionais e internacionais, dotadas ou não de personalidade jurídica, relacionadas ao seu campo de atuação.
8. Captar recursos, via incentivos fiscais, e gerir recursos de fundos públicos e privados, destinados a viabilizar o desenvolvimento das ações pertinentes à sua proposta de atuação e aos seus objetos sociais, aceitar encargos advindos da promoção cultural, em geral, e das artes visuais, em particular, para obtenção de recursos para a manutenção da entidade.

## Composição

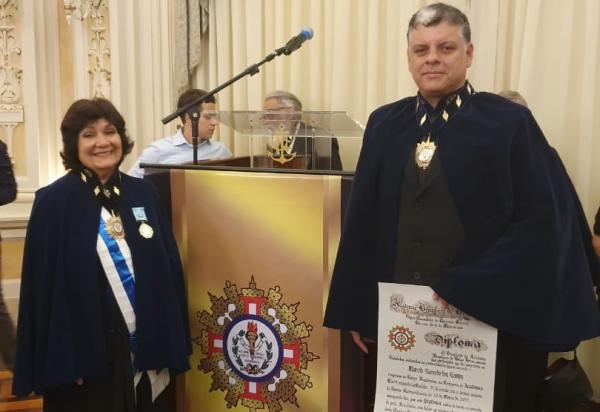
Marcelo Azeva com Vera Gonzalez na Academia Brasileira de Belas Artes.

A ABBA tem as seguintes categorias de Membros:
1. Acadêmicos Fundadores:   os que participaram da Assembleia Geral, de fundação da ABBA e assinaram a Ata de Fundação.
2. Acadêmicos de Cadeira:   os Acadêmicos de Cadeira serão em número de 100 (cem), divididos em 50 (cinquenta) para Cadeiras Livres e 50 (cinquenta) para Cadeiras de Grau. A titulação dos Acadêmicos de Cadeira é de caráter vitalício.
  1. Acadêmicos Livres:   são em número de 50 (cinquenta) cadeiras livres nominadas com seus patronos, ocupadas por artistas de relevante expressão no meio cultural. São a primeira modalidade de ingresso na Academia. De acordo com seus méritos pessoais e dedicação à causa Acadêmica poderá ser elevado à cadeira de grau.
  2. Acadêmicos de Grau:  são em número 50 (cinquenta) cadeiras de grau nominadas com seus patronos, ocupadas por artistas de relevante expressão no meio cultural e de caráter vitalício. Se a cadeira de grau estiver vaga e o postulante eleito for um artista consagrado, ele poderá ocupá-la diretamente, desde que aprovado pela Comissão de Avaliação.
3. Acadêmicos Honoris Causa:  pessoas eleitas em Assembleia Geral e que tenham prestado serviços da mais alta relevância ao desenvolvimento da arte e da cultura no Brasil ou no exterior, independentemente da área artística/pessoal em que atuem.
4. Acadêmicos Beneméritos:  pessoas eleitas em Assembleia Geral e que tenham prestado serviços da mais alta relevância à ABBA e tenham propugnado pelo seu engrandecimento material, moral e administrativo.
5. Acadêmicos Correspondentes:  artistas plásticos eleitos em Assembleia Geral e que venham a tornar-se correspondentes e colaboradores da causa acadêmica e das atividades ligadas ao seu objetivo social, no Brasil ou no exterior.
6. Acadêmicos Eméritos :  constitui a mais elevada honraria concedida pela ABBA. Destina-se exclusivamente a artistas e intelectuais de excepcional talento e proficuidade e com indiscutível reconhecimento público. A titulação pode ser póstuma ou não, sendo a indicação prerrogativa da Diretoria Executiva, necessariamente referendada em Assembleia Geral.
7. Acadêmicos de Honra:  Aqueles que, exercendo altas funções públicas, auxiliem e apoiem a causa acadêmica.